# Leafnode
Leafnode est un logiciel serveur proxy NNTP (ou Usenet) publié sous licence GNU et pouvant être installé sur presque tous les systèmes d'exploitation.
Créé par Arnt Gulbrandsen en 1995, le système est maintenu par Matthias Andree et Ralf Wildenhues